# George Hamilton-Gordon (5e comte d'Aberdeen)
George John James Hamilton-Gordon, 5e comte d'Aberdeen (28 septembre 1816 - 22 mars 1864), appelé Lord Haddo avant 1860, est un pair britannique et un homme politique du parti libéral.

## Jeunesse
Il est né à Bentley Priory, dans le Hertfordshire, fils aîné de George Hamilton-Gordon et Harriet Hamilton, vicomtesse de Dowager Hamilton (née Harriet Douglas), veuve de James Hamilton (vicomte Hamilton) et la petite-fille de James Douglas (14e comte de Morton). Il fait ses études à la Harrow School et au Trinity College, à Cambridge.

## Mariage
Le 5 novembre 1840, il épouse Mary Baillie (une sœur de George Baillie-Hamilton (10e comte de Haddington)) au château de Taymouth. Ils ont six enfants:
- George Hamilton-Gordon, 6e comte d'Aberdeen (1841-1870) décédé célibataire.
- James Henry Hamilton-Gordon (1845-1868) se suicide d'un coup de fusil dans sa chambre de Cambridge[2].
- John Hamilton-Gordon (1847 - 1934)
- Mary Hamilton-Gordon (1844 - 1914); mariée à Walter Hepburne-Scott, 8e Lord Polwarth.
- Harriet Hamilton-Gordon (1849 - 1942); mariée à William Lindsay.
- Katherine Eliza Hamilton-Gordon (1852-1931) mariée à Alexander Bruce (6e Lord Balfour de Burleigh).

## Carrière
Son oncle, William Gordon, prend sa retraite en tant que député de l'Aberdeenshire en 1854 et il se présente comme son successeur. Cependant, il contracte ce qui est probablement une tuberculose et il part en Égypte passer quelques mois dans un climat chaud. Bien qu'absent d'Écosse et n'ayant pas fait campagne dans la circonscription électorale, il remporte les élections et revient occuper son siège à la Chambre des communes, en bonne santé, un an plus tard. Il quitte les Communes après avoir hérité du titre de son père en 1860 et effectue un deuxième voyage en Égypte. Aberdeen s'est auparavant converti à l'évangélisme et c'est en Égypte qu'il fait campagne pour que les coptes se convertissent à sa propre foi.
Il revient plus tard en Écosse et meurt à son domicile, Haddo House, en 1864. Il est enterré à Methlick et son fils aîné, George, lui succède. Ses derniers mots sont (lorsqu'on lui demandait comment il se sentait) "parfaitement à l'aise". Hamilton-Gordon fait don d'une grande collection d'antiquités que son père a rassemblées au British Museum en 1861.